# Jeřáb rajský
Jeřáb rajský (Anthropoides paradisea, příp. Anthropoides paradiseus, nebo také Grus paradisea) je šedobíle zbarvený pták s černým ocasem, vysoký asi 115 cm, původem z Jihoafrické republiky. Je také považován za národního ptáka Jihoafrické republiky. Poprvé jej v roce 1793 popsal A. A. Lichtenstein.

## Popis

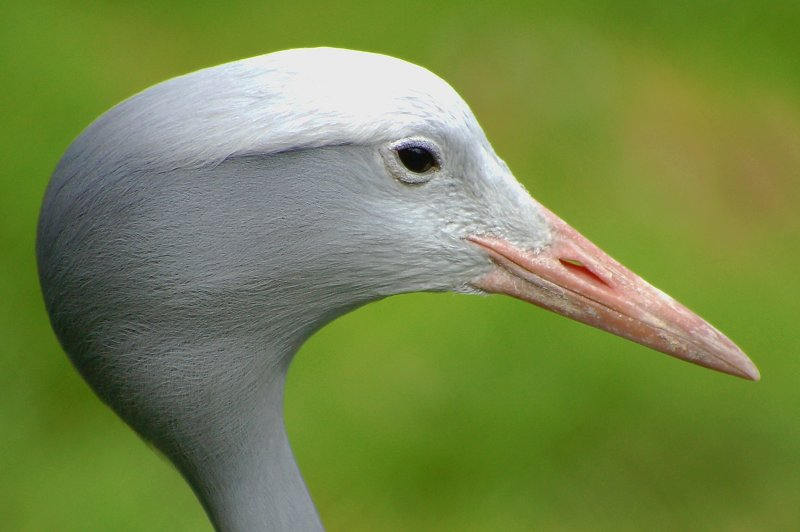
Hlava jeřába rajského

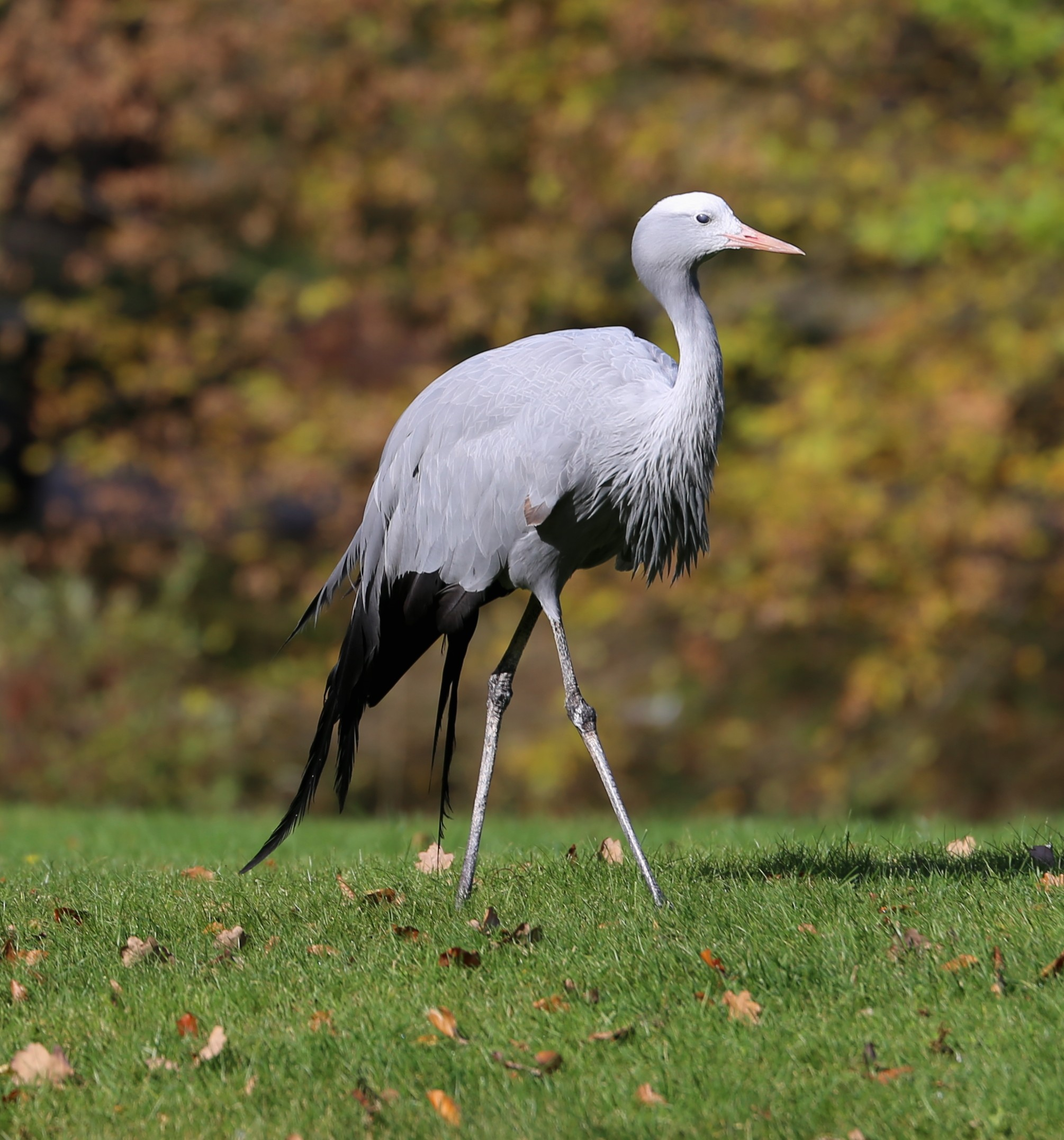
Jeřáb rajský

Jeřáb rajský je vysoký pták, který žije se zdržuje především u země. Na výšku má okolo 100 až 120 cm, rozpětí křídel je 180 až 200 cm a váží 3,6 až 6,2 kg. Samotné křídlo měří okolo 55 cm. Výška, váha i rozpětí křídel záleží na tom, kde daný jednotlivec žije a na potravě a jejím množství. Tento jeřáb má světle modrošedé barvy, které směrem k hlavě tmavnou. Na rozdíl od většiny ostatních jeřábů má relativně velkou hlavu a poměrně tenký krk. Mláďata jsou o něco světlejší se žlutohnědým zbarvením na hlavě, a bez dlouhého ocasního peří.

## Výskyt a preferované prostředí

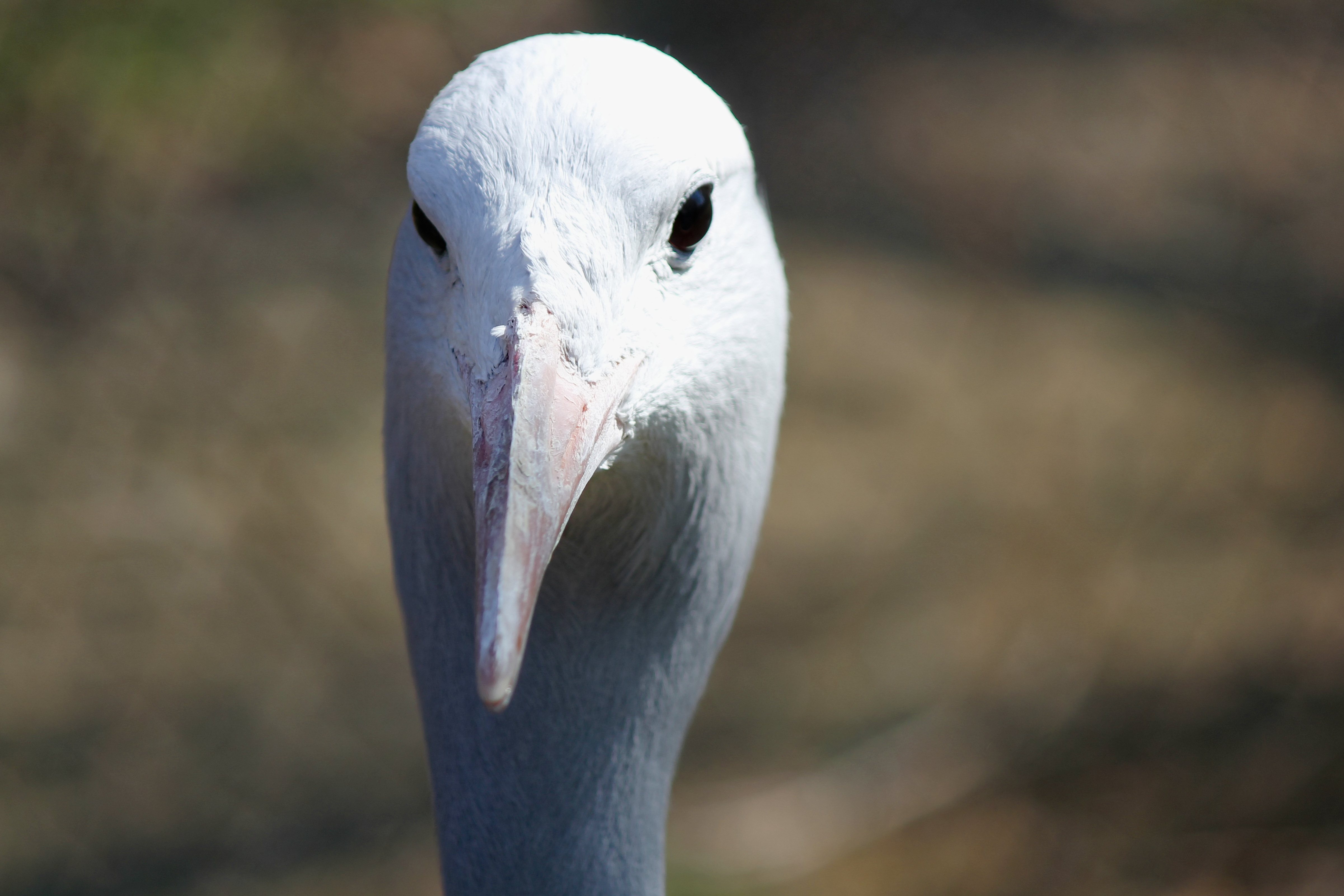
Hlava jeřába rajského zpředu

Tento pták se vyskytuje především v jižní Africe, výjimečně i na jihovýchodě tohoto kontinentu.

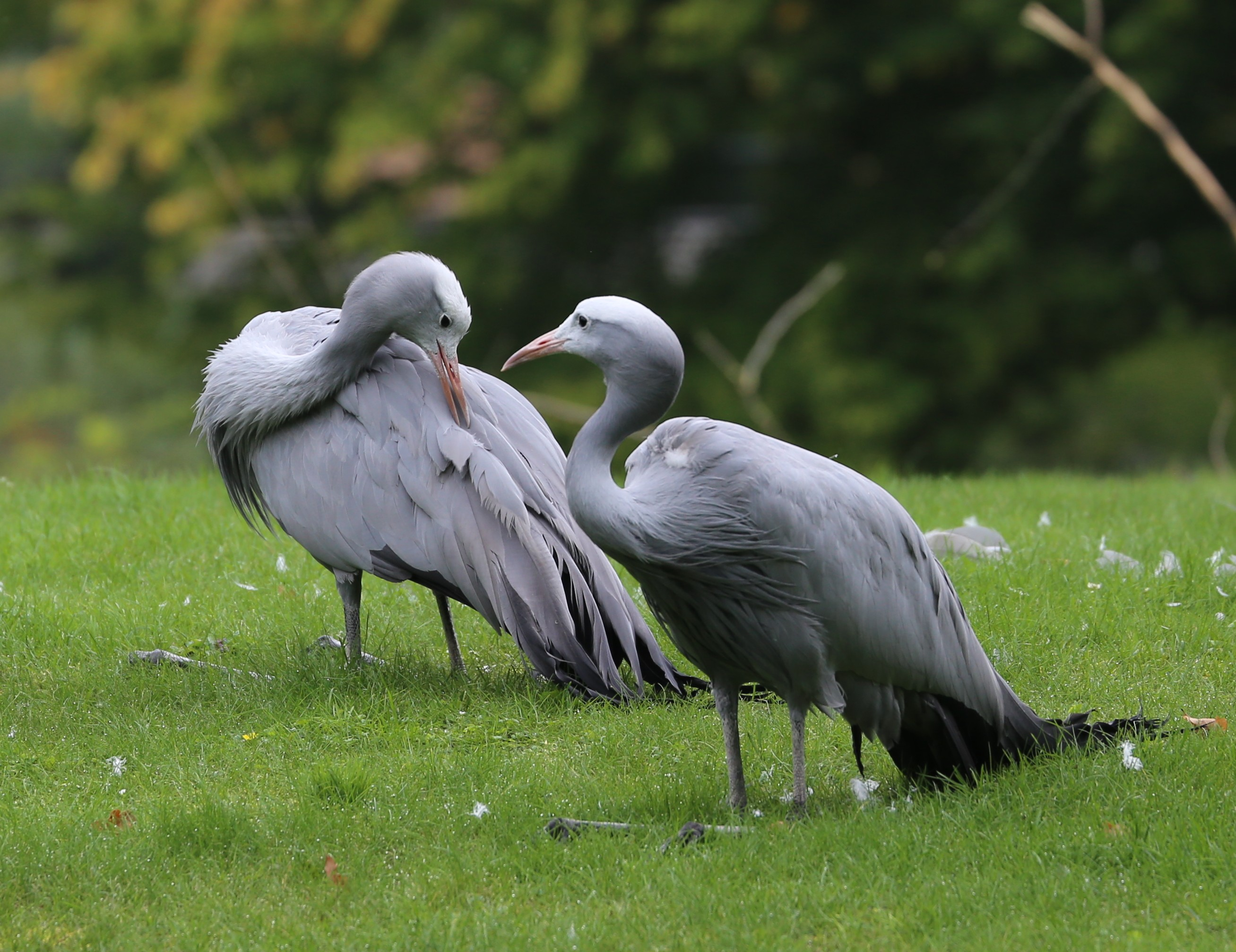
Jeřábi rajští

Jařáb rajský vyhledává především suché travnaté pahorkatiny s řídkým stromovým porostem, kde se může v případě potřeby schovat. V době hnízdění dávají přednost hnízdění v horských nebo mokřadních oblastech, přestože běžně vyhledávají suchá místa. Běžně se nacházejí v nadmořské výšce 1300 až 2000 metrů. Jedná se o stěhovavé ptáky, takže na zimu je můžeme vidět i v nížinách. Poslední dobou se jim daří v okolí zemědělských oblastí Western Cape, kde jejich počty rostou, přesto se stále jedná o ohrožený druh.

## Ekologie
Jeřáb rajský se mimo období rozmnožování shromažďuje do skupin, kde vládne přísná hierarchie. Dominantní jsou vždy dospělí samci a nemusí se jednat jen o příslušníky druhu jeřáb rajský, ale i o jiné jeřáby. Během období hnízdění jsou poměrně agresivní vůči jiným zvířatům, i vůči býložravcům, jiným jeřábovitým, nebo i lidem.
Hnízdí od října do prosince. Hnízdo má kupovitý tvar, často je umístěno v mělké vodě. Samice snáší dvě vejce, která inkubuje asi po dobu 30 dní. Po vylíhnutí oba rodiče vodí mláďata asi 4 měsíce. Již dva dny po vylíhnutí umí mláďata dobře chodit i plavat. Krmí je většinou matka, a to vyvržením natrávené potravy. Při dalším obdobím rozmnožování je rodiče vyženou a mláďata si najdou vlastní skupinu.
Živí se travinami nebo ostřicemi, v době hnízdění, kdy mají omezené možnosti, se ale krmí i jinými rostlinami, které rostou v okolí mokřadů. Často se živí i hmyzem, třeba kobylkami. Stravu svoji i svých mláďat si zpestřují i pomocí krabů, hlemýžďů, žab nebo ještěrek.

## Jestřábi rajští v kultuře
Xhosové nazývají tyto ptáky indwe a obecně platí, že „správný válečník“ by se měl zdobit pery právě jeřábů rajských. Ceremoniál, při kterém muž dostane vlastní pera jeřábů rajských, se v xhoštině nazývá ukundzabela.

## Chov v zoo
Tento druh jeřába byl v srpnu 2019 chován přibližně v šesti desítkách evropských zoo. Největší zastoupení má v zoo ve Spojeném království a Německu. V Česku jej chovají jen dvě zoo: Zoo Dvůr Králové a Zoo Praha. V minulosti byl chován také v Zoo Chleby a Zooparku Vyškov.

### Chov v Zoo Praha
V Zoo Praha se prvně tento druh objevil v roce 1955. Jednalo se o dva jedince, kteří byli součástí tehdejších tranzitních transportů. Jeřábi získaní v roce 1984 byli prvními, které mohli obdivovat návštěvníci, neboť se dostali do expozice. Tehdy dovezená samice Káča byla v pražské zoo do roku 2003 a odchovala několik mláďat. První úspěšný odchov (byť umělý) byl zaznamenán v roce 1987. Přirozený odchov se podařil o další dva roky později (1989) a roku 1990 se odchov pod rodiči podařil opět. Tehdy narozená samice Julča je součástí osazenstva Zoo Praha i v současnosti. Ke konci roku 2018 byli chováni dva samci a jedna samice. V roce 2024 bylo v pražské zoo úspěšně odchováno mládě jeřába rajského, o které neměli zájem biologičtí rodiče, proto chovatelé využili pěstounskou péči zkušeného chovného páru jeřábů mandžuských.
Jeřáb rajský je v pražské zoo chován v expozičním celku Ptačí mokřady v dolní části zoo.